# 和佐見勝
和佐見 勝（わさみ まさる、1945年5月23日 - ）は、日本の実業家。丸和運輸機関（現AZ-COM丸和HD）創業者・代表取締役社長最高経営責任者（CEO）。

## 人物・来歴
埼玉県吉川市出身。実家は地主で農家。8人兄弟の6人目として生まれた。中学校入学後、吉川市の合同市場の青果市場でアルバイトし、卒業後は父親の反対を振り切り、高等学校に進学せず、日本橋の丸日青果八百正に就職。19歳で独立して、千葉県習志野市で青果仲買業を開業した。
21歳の時に東京進出を果たしたが、連帯保証人となった知人が自動車事故で死亡し、連帯債務返済のため24歳の時に店を失う。押してはいけない印をおしちまったんだ･･･と後に本人は語る。3カ月後、運送業に転じ、業容を拡大し、物流の業務委託事業も開始。
1973年丸和運輸機関設立。同社代表取締役社長に就任。1990年代初頭に貨物自動車運送事業法、貨物運送取扱事業法、流通業務の総合化及び効率化の促進に関する法律が整備されると、いち早くサード・パーティー・ロジスティクス（3PL）事業に進出し、物流フルライン一括システムを開発。
2009年丸和運輸機関代表取締役社長最高経営責任者（CEO）。2014年に東京証券取引所市場第二部に上場し、2015年には東京証券取引所市場第一部（現プライム市場）へ市場変更を果たした。2017年日本3PL協会会長。2019年丸和財団代表理事。
カリスマ経営者として日本全国にその名を轟かせており、著書「成長の輪」「現金配布列伝～経営の両輪～」を筆頭に数多くの書籍も出版している。